# Grupiúna
Grupiúna é uma das povoações do município de Marcação, no estado brasileiro da Paraíba. A maior parte de seus moradores é da etnia potiguara.